# Rue Saint-Gilles (Liège)
Pour les articles homonymes, voir Rue Saint-Gilles.
La rue Saint-Gilles est une artère commerçante liégeoise allant du carrefour Pont d'Avroy à l'église Saint-Gilles.

## Situation et description
De par sa longueur, 1,8 km, c'est la principale voie du quartier Saint-Gilles. Elle se raccorde au carrefour du boulevard d'Avroy et du boulevard de la Sauvenière où se trouvait jusqu'en 1831 le pont d'Avroy qui franchissait le bras secondaire de la Meuse appelé la Sauvenière. Ensuite la rue, assez étroite et très commerçante a un tracé rectiligne en très légère montée avant d'accentuer la montée à partir de la rue Louvrex. La rue devient alors progressivement plus résidentielle, passe sous l'autoroute A602 et termine son parcours à proximité immédiate d'un rond-point où plusieurs voiries (dont la rue Saint-Laurent) aboutissent. La rue passe d'une altitude d'environ 65 m à une altitude de 160 m soit une côte d'un pourcentage moyen d'environ 5,3 %.

## Riverains
- L'ancien Institut Montefiore aux no 31 et 33
- Des annexes du palais de Justice aux no 85, 87, 89 et 90c
- Collège Saint-Benoît Saint-Servais au no 104
- HEC Liège et l'ancien couvent de Beauregard au no 171
- La Haute École HELMo Sainte-Julienne au no 199

## Patrimoine
La rue compte quelques bâtiments classés au patrimoine culturel immobilier de Wallonie :
- L'ancien Institut Montefiore aux nos 31 et 33
- Maison Magis au no 100 de style art nouveau réalisée par l'architecte Victor Rogister en 1902
- L'ancien couvent de Beauregard au no 171
- Maison Rassenfosse au no 366 réalisée par l'architecte Paul Jaspar en 1898

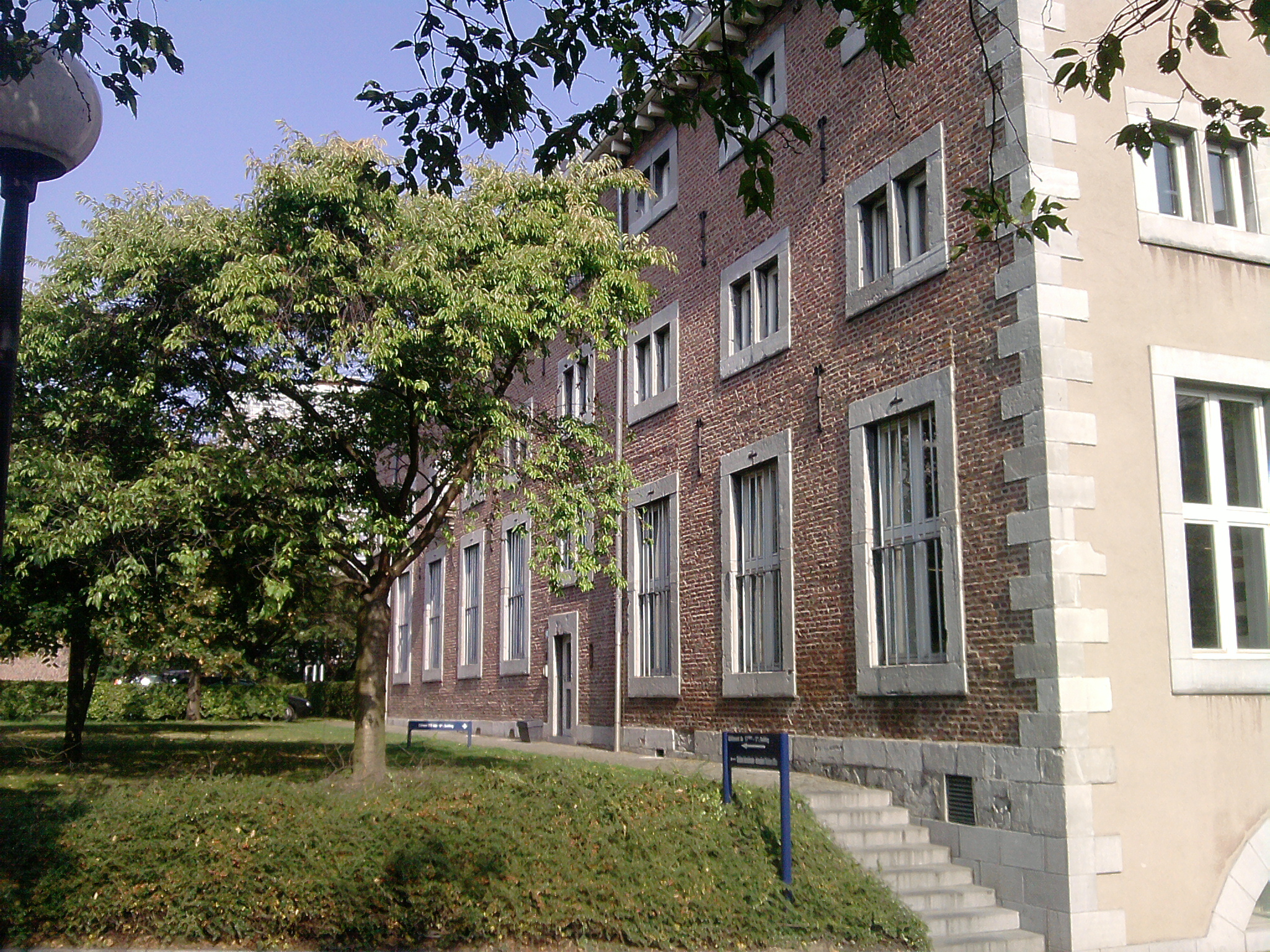
L'ancien couvent de Beauregard

## Rues adjacentes
- Carrefour Pont d'Avroy
- Rue Sur-la-Fontaine
- Rue des Chapelains
- Rue des Bénédictines
- Rue Trappé
- Impasse Nihard
- Rue Louvrex
- Rue Grandgagnage
- Rue Reynier
- Rue Duvivier
- Rue Bassenge
- Rue Henkart
- Rue Wazon
- Rue Defrance
- Rue Louis Boumal
- Rue Ramoux
- Rue du Château Massart
- Rue de la Haye
- Rue Chauve-Souris
- Rue Saint-Laurent
- Boulevard Sainte-Beuve
- Boulevard Louis Hillier
- Rue Saint-Nicolas
- Cour Saint-Gilles
- Rue de Tilleur
- Rue Ferdinand Nicolay